# Campagnol
Pour l’article ayant un titre homophone, voir Campagnolles.
Taxons concernés
Dans la sous-famille des Arvicolinae :
- parmi les genres :
  - Alticola
  - Arvicola
  - Chionomys
  - Myodes
  - Dinaromys
  - Lemmiscus
  - Microtus
  - Synaptomys (campagnols-lemmings)
  - etc.modifier

Campagnol est un terme très général, appartenant au vocabulaire français courant, qui ne correspond pas exactement à un niveau de classification scientifique. « Campagnol » est le nom vernaculaire donné à un grand nombre de rongeurs de la sous-famille des Arvicolinés (famille des Muridés ou Cricetidés selon les classifications). 
Il s'agit de petits mammifères campagnards ayant plus ou moins l'allure d'une souris, de couleur brune, à tête plus arrondie et à la queue relativement courte. Ils sont souvent confondus avec les « mulots », plus proches morphologiquement des souris avec une longue queue, voire parfois avec les musaraignes, qui ne sont pourtant pas des rongeurs. Le rat des moissons (Micromys minutus) peut aussi être pris pour un campagnol selon le sens commun.

## Étymologie et histoire
Il semble que les campagnols étaient autrefois englobés dans le terme « rat des champs, ».
En 1758, le mot « campagnol » est employé pour la première fois par Buffon dans son Histoire naturelle, en adaptant l'adjectif italien campagnoli (qui vivent à la campagne), lui-même dérivé de campagna (campagne),.
Le mot « campagnol » n'apparaît qu'assez tardivement dans les dictionnaires. Le Dictionnaire de L'Académie française ne le mentionne qu'au XIXe siècle dans sa 6e édition (1832-1835), le distinguant du mulot et de la souris par sa couleur brune et sa queue courte.

## Biologie, comportement et écologie
Pour un article plus général, voir Arvicolinae.
Les caractéristiques générales des campagnols sont celles des rongeurs de la sous-famille des Arvicolinae, avec des différences pour chaque espèce : voir les articles détaillés pour plus d'informations, notamment sur leur constitution physique ou leur mode de vie respectif. 
Ce mammifère[Lequel ?] a une particularité au niveau de ses chromosomes : le chromosome Y a disparu.  

### Caractéristiques communes
On distingue de façon générale les campagnols des autres muridés par leur allure plus trapue, leur queue courte, des yeux et des oreilles peu proéminents. Ils se distinguent des rats ordinaires par leur queue velue, leurs pieds sans palmures, et leurs pouces de devant engagés sous la peau. 
La différenciation avec les souris ou les mulots se fait par leur couleur généralement brune et leur queue plus courte. Certains auteurs précisent qu'ils ont trois molaires à chaque mâchoire,.
Ils mènent généralement une vie souterraine. Certaines espèces sont soumises à des pullulations périodiques qui en font des ennemis redoutés pour l'agriculture.

## Noms français et noms scientifiques correspondants

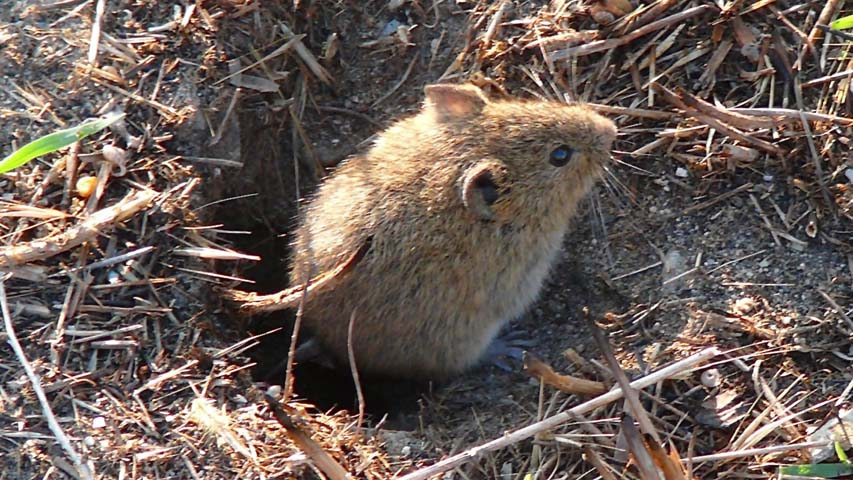
Campagnol commun (Microtus arvalis)

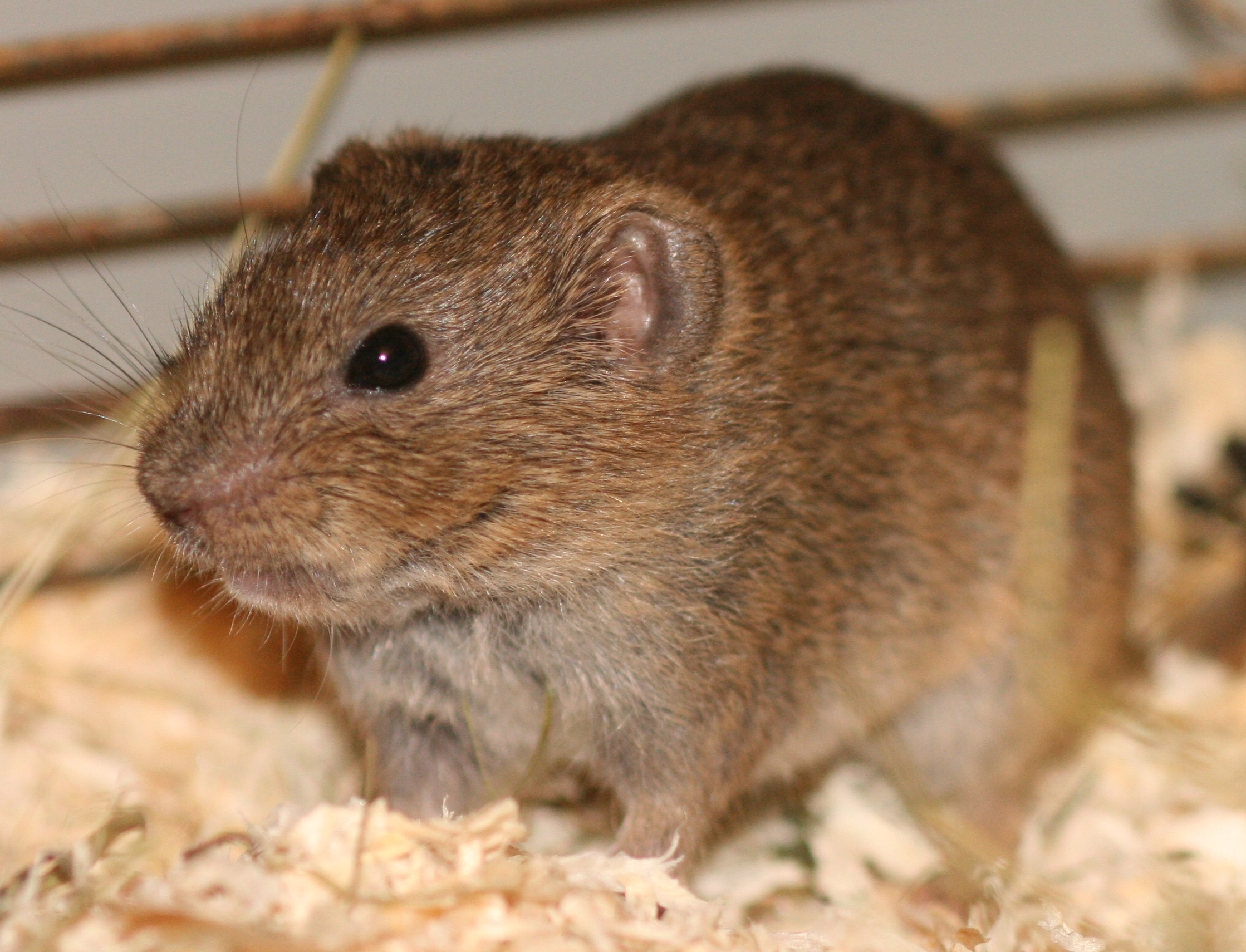
Campagnol-lemming de Cooper (Synaptomys cooperi)

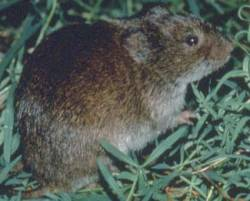
Campagnol de Pennsylvanie (Microtus pennsylvanicus)

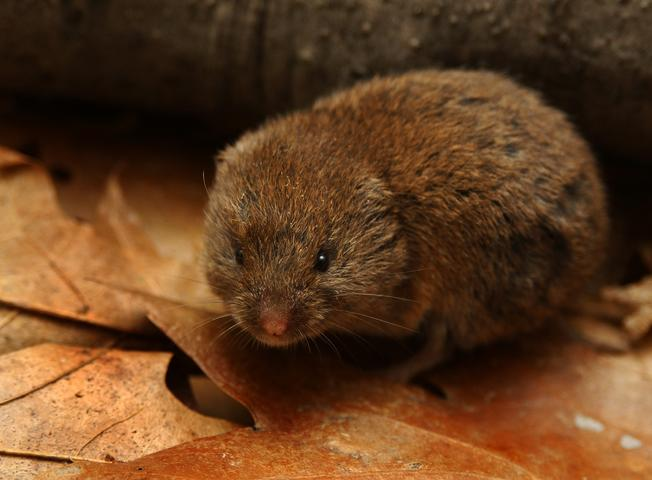
Campagnol sylvestre (Microtus pinetorum)

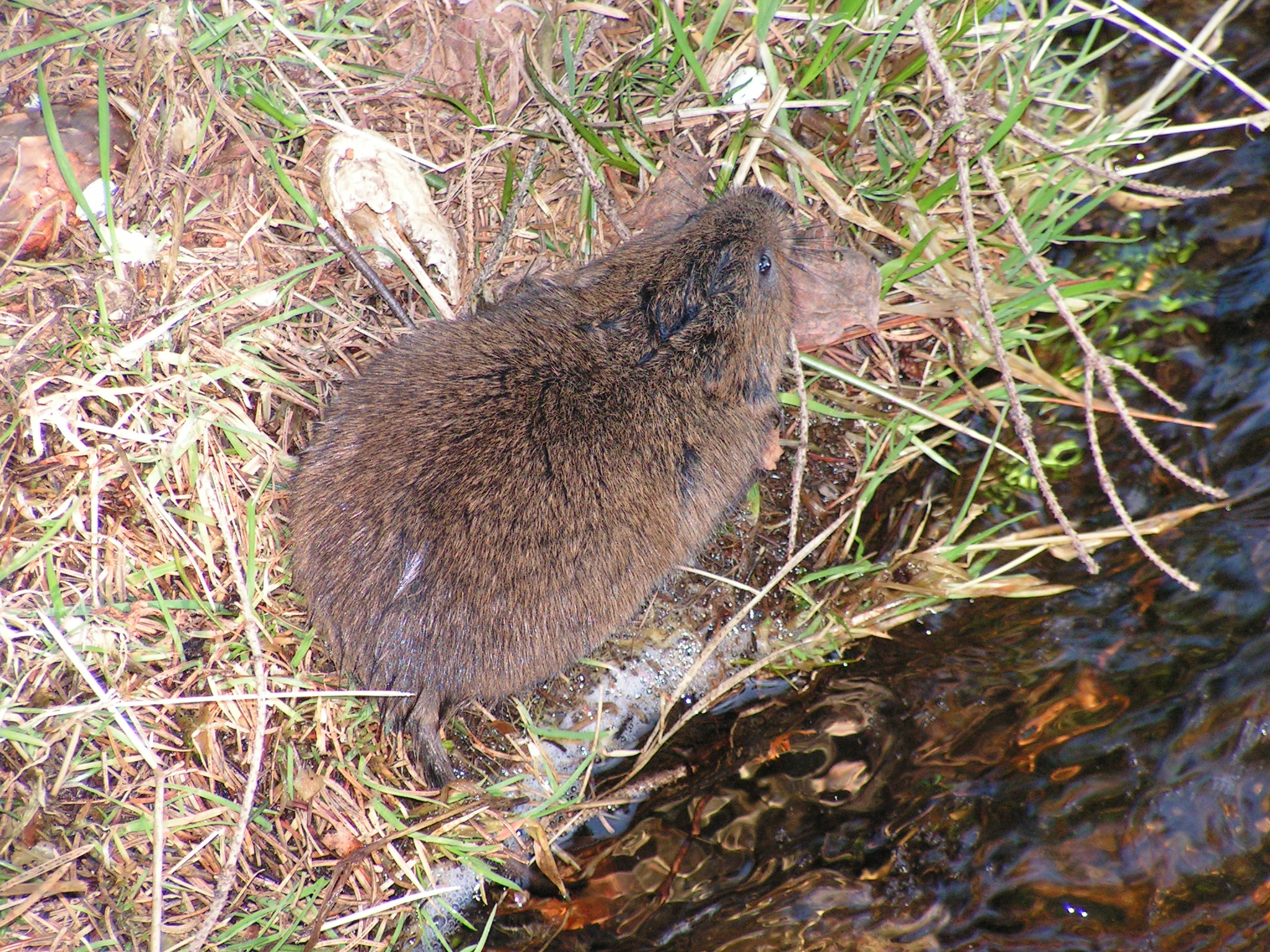
Campagnol terrestre (Arvicola amphibius)

Les campagnols se subdivisent en une vingtaine d’espèces, dont quatre ou cinq se rencontrent en Palestine. Liste alphabétique des noms vulgaires ou des noms vernaculaires attestés en français.

Note : certaines espèces peuvent avoir plusieurs noms différents).
- Campagnol — l'espèce Microtus arvalis[7] ou l'ensemble des espèces du genre Microtus[8] ou bien, au pluriel, du genre Clethrionomys[8] ou encore l'ensemble de celles de la sous-famille des Arvicolinae[7]
- Campagnol agreste — Microtus agrestis[7],[8],[9]
- Campagnol des armoises — Lemmiscus  curtatus[10]
- Campagnol amphibie — Arvicola sapidus
- Campagnol basque — Microtus lusitanicus[8]
- Campagnol de Brandt — Microtus brandtii[8]
- Campagnol des bois — voir Campagnol roussâtre[8]
- Campagnol boréal — voir Campagnol roux boréal[8],[9]
- Campagnol de Cabrera — Microtus cabrerae[8]
- Campagnol des champs  — Microtus arvalis (Europe)[9] ou bien Microtus pennsylvanicus (Canada)[11]
- Campagnol chanteur — Microtus miurus[8]
- Campagnol commun — Microtus arvalis[8]
- Campagnol à dos roux de Gapper — Clethrionomys gapperi[11],[8]
- Campagnol à dos roux de Loring — Clethrionomys gapperi loringi[8]
- Campagnol économe — Microtus oeconomicus[8]
- Campagnol de Fatio — Microtus multiplex[8]
- Campagnol fauve  — Microtus arvalis ou Clethrionomys glareolus[8]
- Campagnol de Felten — Microtus felteni[8]
- Campagnol de Gerbe — Microtus pyrenaicus
- Campagnol glaréole — voir Campagnol roussâtre[8]
- Campagnol des grèves — voir Campagnol roussâtre[8]
- Campagnol gris-roux ou Campagnol gris-roux de Sundevall — Clethrionomys rufocanus[8],[9]
- Campagnol des Gull — voir Campagnol des Îles Gull[8]
- Campagnol de Günther — voir Campagnol du levant[8]
- Campagnol des hauteurs — Microtus gregalis[8]
- Campagnol des Îles Gull — Microtus pennsylvanicus nesophilus[8]
- Campagnol-lemming boréal — Synaptomys borealis[11]
- Campagnol-lemming de Cooper — Synaptomys cooperi[11]
- Campagnol du levant ou Campagnol levantin — Microtus guentheri[8]
- Campagnol longicaude — Microtus longicaudus[8]
- Campagnol de Martino — Dinaromys bogdanovi[8]
- Campagnol méditerranéen  ou Campagnol de la Méditerranée — voir Campagnol de Cabrera[8] et Microtus guentheri[9]
- Campagnol montagnard — Microtus montanus[8]
- Campagnol de montagne  — l'espèce Dinaromys bogdanovi ou l'ensemble des espèces du genre Alticola[8]
- Campagnol du Mexique — Microtus mexicanus[8]
- Campagnol des montagnes de Sikkim - Neodon sikimensis[8]
- Campagnol nageur - voir Campagnol terrestre[7]
- Campagnol de Nehring — voir Campagnol de Martino[8]
- Campagnol des neiges — Chionomys nivalis[7],[9]
- Campagnol du Nord — voir Campagnol roussâtre[8]
- Campagnol nordique — voir Campagnol économe[8],[9]
- Campagnol d'Ondrias — Microtus rossiameridionalis[8]
- Campagnol ordinaire - voir Campagnol commun[8]
- Campagnol de l'Oregon — Microtus oregoni[8]
- Campagnol de Pennsylvanie — voir Campagnol des prairies[8]
- Campagnol du pin — voir Campagnol sylvestre[8],[9]
- Campagnol des prairies — Microtus pennsylvanicus[12]
- Campagnol des prairies de Louisiane — Campagnol à ventre jaune de Louisiane[8]
- Campagnol des prés — voir Campagnol économe[8]
- Campagnol provençal — Microtus duodecimcostatus[8],[9]
- Campagnol des pyrénées — Microtus gerbei[8]
- Campagnol de Richardson — Microtus richardsoni[8]
- Campagnol des rochers — Microtus chrotrrinus[11],[8]
- Campagnol rouge nordique — voir Campagnol roux boréal[8]
- Campagnol roussâtre — Clethrionomys glareolus[7],[8]
- Campagnol roux boréal — Clethrionomys rutilus[8],[9]
- Campagnol des sables — voir Campagnol roussâtre[8]
- Campagnol des sauges — Lemniscus curtatus[8]
- Campagnol de Savi — Microtus savii[8],[9]
- Campagnol de Sibérie orientale — Microtus evoronensis[8]
- Campagnol souterrain — Microtus subterraneus[7],[9]
- Campagnol souterrain de Bavarie — Chionomys bavaricus[8]
- Campagnol de Sundevall — voir Campagnol gris-roux de Sundevall[8]
- Campagnol sylvestre — Microtus pinetorum[11]
- Campagnol terrestre — Arvicola amphibius (syn. Arvicola terrestris[7],[9])
- Campagnol à ventre jaune de Louisiane — Microtus ochrogaster ludovicianus[8]
- Campagnol vulgaire - voir Campagnol commun[8]
- Grand campagnol - voir Campagnol terrestre[13]
- etc.

## Statut de protection

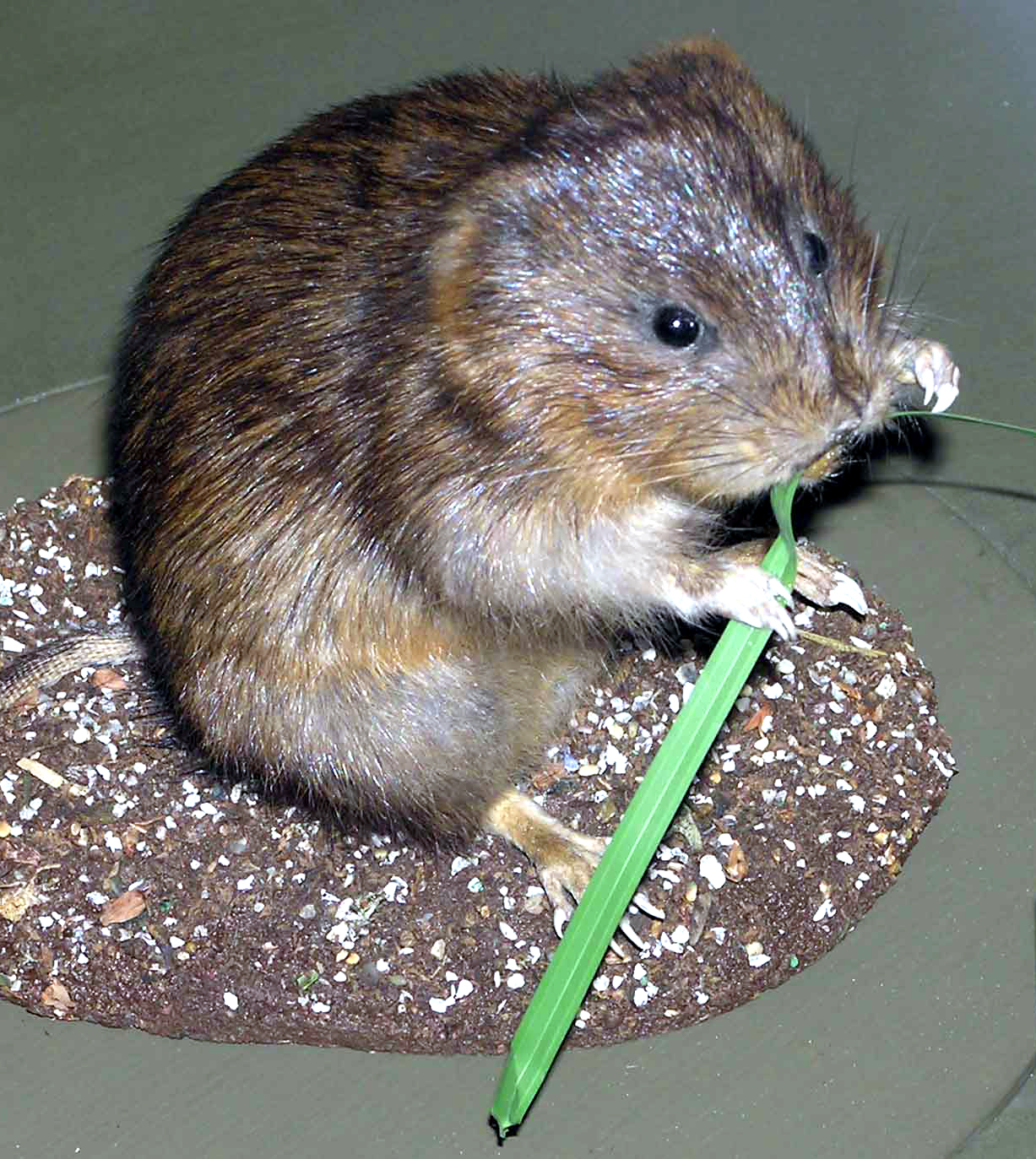
Campagnol

Plusieurs de ces rongeurs sont considérés comme nuisibles pour l'agriculture tandis que d'autres sont des espèces menacées.
En France les espèces sujettes à des pullulations périodiques sont principalement le Campagnol terrestre (Arvicola terrestris) et dans le sud le Campagnol provençal (Microtus duodecimcostatus), dans une moindre mesure par exemple, car ils fréquentent moins les vergers, le Campagnol commun (Microtus arvalis) et le Campagnol agreste (Microtus agrestis). Ils causent dans ce cas de gros dégâts aux cultures. L'homme a développé de nombreux moyens de lutte contre ce fléau, aidé par de nombreux prédateurs naturels pour qui le campagnol est un menu de prédilection, comme la Chouette chevêche, le Busard cendré, la belette, le renard, le grand hamster d'Europe, etc.
À l'inverse, des espèces comme le Campagnol amphibie (Arvicola sapidus), déclaré vulnérable en 2008 par l'Union internationale pour la conservation de la nature (UICN), peuvent être des espèces protégées.